# Flumetrina
La flumetrina è un insetticida a base di piretroidi. È usato esternamente nella medicina veterinaria come trattamento contro gli insetti parassiti su bestiame, cavalli e cani. Viene impiegato anche contro acari parassiti nelle colonie di api.

## Chimica
La flumetrina è una miscela complessa di stereoisomeri. La molecola contiene tre atomi di carbonio asimmetrici, c'è un isomeria cis-trans all'anello del ciclopropano ed una al doppio legame carbonio-carbonio dell'alchene. In totale, dunque, ci sono 16 diversi isomeri. La flumetrina commerciale è costituita tipicamente per il 92% dagli isomeri trans del ciclopropano e la configurazione cis dell'olefina, mentre l'8% è rappresentato dagli isomeri cis del ciclopropano.

## Applicazioni
La flumetrina si usa in prodotti come collari per proteggere i cuccioli da pulci, zecche e zanzare.
Viene usata anche nel Bayvarol, un prodotto medico veterinario usato dagli allevatori di api per combattere il Varroa destructor.